# Zilahi Kiss Béla
Zilahi Kiss Béla, születési nevén Zilahi Kiss Albert Béla (Kolozsvár, 1856. április 22. – Gödöllő, 1911. július 24.) újságíró. Írói álneve Június.

## Családja
Közép-szolnok megyei református vallású köznemesi családból származott. Zilahy (Kiss) Károlynak és Zilahy Imrének másodízigleni unokatestvére. Nagyatyja Zilahi Kiss Márton, nagyanyja László Mária, atyja Zilahi Kiss István, gazdatiszt, majd jószágigazgató, édesanyja Nagy Rozália (Róza) volt. Atyja 1825. augusztus 27-én született a Kolozs megyei Türén és meghalt 1880-ban, 56 éves korában a szintén Kolozs megyei Boóson, ahol gazdálkodott. Özvegye negyedszázaddal élte túl, meghalt 1906. október 12-én, 71 éves korában Nyírbélteken. Zilahi Kiss István és Nagy Róza házasságából kilenc gyermek, négy fiú és öt leány született: Árpád, Albert Béla, Kálmán államvasúti hivatalnok, Berta (Ecsedy Károly református pap neje), Ilona, Gizella, Emma, Géza és Erzsébet. Anyai ági nagybátyja volt Szabó Dezső írónak.

## Pályája
Zilahi Kiss Bélát 1856. április 29-én keresztelték Kolozsvárott, a keresztségben az Albert Béla utóneveket kapta. Középiskolai tanulmányait a kolozsvári református gimnáziumban végezte, majd a budapesti egyetemen tanult tovább. Teológiát, bölcseletet és jogot hallgatott, Salamon Ferenc kedvelt tanítványa volt. 1880-ban az országos levéltárba került díjnoknak, Pauler Gyula alá. Ezen intézménynél 1885-ig viselt hivatalt. A kolozsvári egyetemi könyvtárban is dolgozott Szabó Károly alatt. Ekkortájt halt meg egymás után három testvére, amely szintén hozzájárult ahhoz, hogy Kolozsvárra menjen, ahol magához vette édesanyját és húgait. Ekkoriban dolgozott az Ellenzéknek és a Kolozsvárnak, színikritikák és történeti tanulmányok mellett több szocialista ízű cikket is publikált. Az 1890-es évek elején Sopronban tanár és Bölöni S. intendánssága és Ditrói Mór igazgatósága alatt Kolozsvárott a nemzeti színház főrendezője és dramaturgja volt.
Az 1890-es évek közepén megvált a kolozsvári Nemzeti Színháztól, áttette lakhelyét Budapestre költözött s újságírói pályára lépett. 1898. április 30-án Budapesten, a Józsefvárosban feleségül vette a nála 24 évvel fiatalabb, rimaszécsi születésű Hevér Erzsébetet, Hevér István és Kamogya Júlia lányát. A korkülönbség egyre jobban érződött köztük, a feleség egy idő után már inkább apjaként tekintett Zilahira. 1904-re elhidegültek egymástól, majd 1907-ben elváltak. Zihali nagyon szerette feleségét, s sajátmaga könnyítette meg a válást és neje újból leendő férjhez menetelét, egyúttal a válás minden terhét és ódiumát magára vállalta. A kétség és remény, mely között hánykódott a válóper tartama alatt, testileg megőrölte, szellemi rugékonyságától megfosztotta. Nem tudott dolgozni, s a lelki csapáshoz, amit még fokozott Gizella húgának öngyilkossága és 1906 októberében édesanyja halála, anyagi zavarok is járultak.
Megismerkedett egy olasz lánnyal, Zaramella Antóniával, ami némileg visszaadta lelkének egyensúlyát és elviselhetőbbé tette az utolsó éveit. Ez újabb munkálkodásra serkentette s nagyobb szabású művek elkészítését tervezgette. Szerette volna Forgách Ferenc, az egykorú váradi püspök művének keretében megírni a XVI. század erkölcs- és természetrajzát, amelynek alapvonásait megrajzolta tárcáinak egész nagy sorozatában. Később Zrínyi Miklós életrajza lelkesítette, róla is jelent meg nehány tárcája. Utóbb gróf Széchenyi István felé fordult érdeklődése. A két Hunyadiról, Jánosról és Mátyás királyról is kimerítőbben szeretett volna írni annál a pár tárcánál, melyekben velük foglalkozik. Ezek azonban csak tervek maradtak. A napi munka nem engedte meg, hogy valóra váltsa terveit. A testi megrokkantság is mindjobban erőt vett rajta. Már régóta beteg volt anélkül, hogy ágynak esett volna. Egy tüdővérzési roham rövid szenvedés után véget vetett életének 1911. július 24-én délután három órakor. Az írói világ és a Gödöllőn nyaraló és ott lakó intelligencia közönye és részvétlensége mellett helyezték örök nyugalomra a gödöllői temetőben 1911. július hó 26-án, délután öt órakor.
Újságíróként főként történelmi tárcáival keltett feltűnést. A Budapesti Hírlapnak fennállásától (1881) kezdve belső munkatársa, tárcacikkírója (Június néven és névtelenül) volt; vezércikkeket írt az Esti Újságnak. Tárcákat írt még az Egyetértésbe (mint belső munkatárs), a  Fővárosi Lapok ba és a Nemzetbe; kritikákat és könyvismertetőket a Századokba; dolgozott még Kolozsvárt az Ellenzék, a Kolozsvári Közlöny és az Erdélyi Híradó című lapoknak is.

## Művei
Munkatársa volt A Nagy Francia Forradalom és Napoleon című műnek.